# Pennatulidae
Pennatulidae is een familie van neteldieren uit de klasse van de Anthozoa (Bloemdieren).

## Geslachten
- Crassophyllum Tixier-Durivault, 1961
- Graphularia
- Gyrophyllum Studer, 1891
- Pennatula Linnaeus, 1758
- Pteroeides Herklots, 1858
- Ptilosarcus Verrill, 1865
- Sarcoptilus Gray, 1848